# Ə̰́
Cette page contient des caractères spéciaux ou non latins. S’ils s’affichent mal (▯, ?, etc.), consultez la page d’aide Unicode.
Ə̰́ (minuscule : ə̰́), appelé schwa accent aigu tilde souscrit, est un graphème utilisé dans l’écriture du mango. Il s’agit de la lettre schwa diacritée d’un accent aigu et d’une tilde souscrit.

## Utilisation
Le ə̰́ est utilisé dans l’orthographe du mango, représentant une voyelle moyenne centrale nasalisée avec un ton haut, par exemple dans sə̰́y, « retailler ».

## Représentations informatiques
Le schwa accent aigu tilde souscrit peut être représenté avec les caractères Unicode suivants :
- décomposé et normalisé NFD (latin étendu B, alphabet phonétique international, diacritiques) :

| formes    | représentations | chaînes de caractères | points de code       | descriptions                                                                     |
| --------- | --------------- | --------------------- | -------------------- | -------------------------------------------------------------------------------- |
| capitale  | Ə̰́               | Ə◌̰◌́                   | U+018F U+0330 U+0301 | lettre majuscule latine schwa diacritique tilde souscrit diacritique accent aigu |
| minuscule | ə̰́               | ə◌̰◌́                   | U+0259 U+0330 U+0301 | lettre minuscule latine schwa diacritique tilde souscrit diacritique accent aigu |

## Sources
- Dodom Ndildongar Fidele, Loubeta Miclo, Gaston Altoloum et John M. Keegan, Lexique mango, Cuenca, Morkeg Books, coll. « The Sara Language Project », 2014, 3e éd. (présentation en ligne, lire en ligne)